# Caudron C.880
Le Caudron C.880 était un monoplan à aile haute de construction entièrement métallique, avion d'observation de liaison avec l'artillerie construit par Caudron au début des années 1940.